# The Nostalgia Critic
 (mars 2011).
Si vous disposez d'ouvrages ou d'articles de référence ou si vous connaissez des sites web de qualité traitant du thème abordé ici, merci de compléter l'article en donnant les références utiles à sa vérifiabilité et en les liant à la section « Notes et références ».
 (mars 2011).
The Nostalgia Critic est une émission du web présentée par Doug Walker et gérée par Channel Awesome. Cette émission a débuté sur YouTube avant d'être diffusée sur le site indépendant That Guy With The Glasses.
Les épisodes consistent généralement en des critiques de films, de séries ou de dessins animés, considérés comme mauvais, des années 1980 et 1990. L'émission traite aujourd'hui également des dernières sorties au cinéma et a diversifié le champ des œuvres critiquées.
Le 14 septembre 2012, Doug Walker annonce la fin de l'émission pour se concentrer sur d'autres projets, en précisant cependant que son personnage pourrait réapparaître occasionnellement. Le 22 janvier 2013, dans une vidéo intitulée The review must go on, le Nostalgia Critic annonce son retour officiel pour le 5 février 2013.

## Publication et fonctionnement des épisodes
Publiés originellement le mercredi à un rythme d'un épisode hebdomadaire, et à un rythme moins régulier depuis le 14 août 2012, la série comporte désormais 265 épisodes.
Chaque épisode a lieu dans une pièce où le Nostalgia Critic se présente seul face à la caméra, assis sur un fauteuil de bureau, et fait une brève introduction du sujet de la vidéo. Il expose le contexte de l'époque la sortie du film ou de la série, avant de commenter son visionnage et de faire des arrêts sur images sur les séquences qui l'interpellent.

### Épisodes spéciaux
Depuis le début de l'émission, le critique réalise des épisodes spéciaux pour les fêtes, suivis, pendant le mois de janvier, d'une série d'épisodes sur le même thème (Nickelodeon, Arnold Schwarzenegger, et les suites de films). En 2010, pour fêter les deux ans de son site, il réalise un film, Kickassia, avec l'aide d'autres testeurs de Channel Awesome, qui a été découpé en épisodes et diffusé sur son site.
En 2011, pour les trois ans, l'équipe réalise un second film plus long : Suburban Knights. Pour les quatre ans, il réalise To Boldly Flee, qui est la suite directe de Suburban Knights et qui marque aussi une pause du Nostalgia Critic, car Doug Walker estime avoir fait le tour du personnage.
En août 2012, il fait un caméo dans le 35e test du Joueur du Grenier consacré aux jeux Platoon et Metal Gear. Il termine son caméo huit mois après, en avril 2013, dans le 39e test, consacré à des FPS divers sur PC. Il apparaît en 2021 un bref instant dans la partie 2 de l'épisode des 11 ans de l'émission, consacré à Sonic the Hedgehog.

## Réception

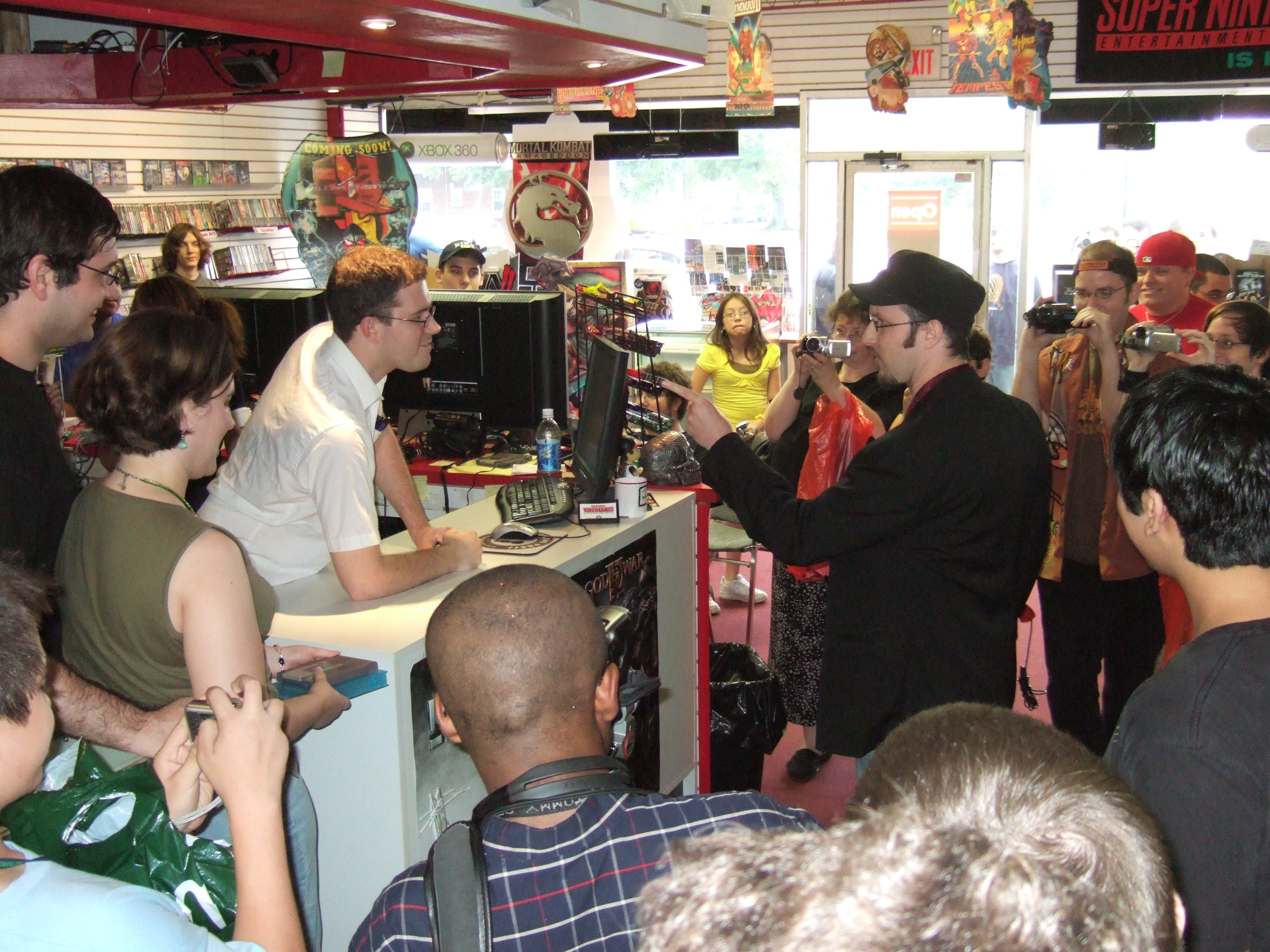
LAngry Video Game Nerd (James Rolfe) face au Nostalgia Critic (Doug Walker).

L'émission enregistre entre 100 000 et 200 000 téléspectateurs en moyenne par semaine.
Les internautes comparent souvent The Nostalgia Critic à une autre émission de critique : The Angry Video Game Nerd, présentée par James Rolfe, qui a pour objet les jeux vidéo. Ce dernier et Doug Walker ont collaboré afin de mettre en scène une querelle entre leurs deux personnages pour déterminer qui est le meilleur. Ils avaient donné rendez-vous aux internautes le 10 octobre 2008 pour un combat, sous forme d'affrontement physique et verbal, comportant diverses références aux jeux vidéo et aux films : ce combat se conclut par la victoire de James Rolfe.
Fin 2012, Doug Walker met en pause le personnage du Nostalgia Critic et lance un nouveau concept : Demo Reel. Cette nouvelle série d'esquisses, le mettant en scène comme un réalisateur essayant de reproduire des scènes de films avec des acteurs caractériels, reçoit des critiques très mitigées de la part des internautes et fait chuter l'audience du site That guy with the glasses. De nombreux internautes réclament le retour du Nostalgia Critic. Le 22 janvier 2013, le vidéaste annonce dans une vidéo le retour du personnage le 5 février. Toutefois, l'émission est modifiée : elle n'est plus hebdomadaire, mais bimensuelle, et ne se concentre plus seulement sur les films des années 1980 et 1990, mais également sur des films plus récents.

## Problèmes juridiques
L'épisode qui critique le film The Room (épisode 127) a été retiré après sa sortie, pour violation de droits d'auteurs du distributeur Wiseau-Films. En réponse à cette suppression, Doug Walker a publié The Tommy Wiseau Show, sketch tournant cette compagnie en dérision. L'épisode 127 a été rediffusé plus tard sur un autre site en décembre 2010.